# Cerkev (organizacija)
V članku se izraz Cerkev nanaša na skupnost kristjanov; za versko stavbo glejte cerkev
Beseda Cerkev (pisana z veliko začetnico) označuje skupnost kristjanov in izhaja iz grške besede starogrško κυριακων: kyriakon, ki pomeni »pripadajoči Gospodu«, oziroma iz nekoliko kasnejše grške besede starogrško κυρικόν: kyrikon (okrajšava za starogrško κυρικόν δώμα: kyrikon doma), ki pomeni »Gospodova hiša«. Latinščina in za njo romanski jeziki so za isto stvarnost uporabili grško besedo starogrško εκκλησια: ekklesia, ki označuje »zbor« oz. »skupnost«. 
Danes se beseda Cerkev uporablja v različnih pomenih, ki jih tukaj razvrstimo v tri enote:  
- Cerkev kot skupnost kristjanov skupaj z njenim ustanoviteljem Jezusom Kristusom: V tem najširšem pomenu besede Cerkev sestavljajo Jezus Kristus kot njena »glava« ter umrli kristjani in danes živeči verniki kot njeni »udje« ali člani. Po katoliškem in pravoslavnem nauku so umrli člani Cerkve bodisi pridruženi občestvu svetnikov v nebesih ali pa so še v procesu očiščevanja v vicah. Danes živeči kristjani so večinoma pripadniki Rimskokatoliške Cerkve, pravoslavnih Cerkva ali evangeličanskih oziroma protestantskih cerkvenih skupnosti.

- V ožjem pomenu se beseda Cerkev uporablja za bolj ali manj organizirano skupnost živečih kristjanov ene krščanske veroizpovedi npr. za Rimskokatoliško Cerkev ali za Srbsko pravoslavno Cerkev. Takšna raba je precej pogosta in se običajno nanaša na večinsko Cerkev v nekem okolju, zato se beseda Cerkev v slovenskem prostoru velikokrat uporablja kot sopomenka za Rimskokatoliško Cerkev.

- V najožjem pomenu beseda Cerkev označuje krajevno Cerkev, ki je lahko večja (npr. škofija) ali manjša skupnost kristjanov (npr. župnija).

## Kratek opis zgodovine
Najprej kratko pojasnilo: kjer ni razvidno drugače, od tu dalje govorimo o Cerkvi v prvem izmed zgoraj navedenih pomenov, torej o skupnosti kristjanov skupaj z njenim ustanoviteljem Jezusom Kristusom. 

Čas pred Kristusovim rojstvom v Betlehemu je bil s stališča Cerkve čas priprave na prihod Odrešenika, ki je s svojim učlovečenjem ter še zlasti s svojim učenjem, trpljenjem, smrtjo in vstajenjem rešil ljudi greha in pogubljenja. Da bi se po njegovem vnebohodu in prihodu Svetega Duha na binkošti to delo nadaljevalo, je zbral skupino dvanajstih apostolov in ustanovil Cerkev z vsemi njenimi bistvenimi strukturami ter ji zaupal naloge učenja, posvečevanja in vodenja v zadevah vere in moralnega življenja, pa tudi nalogo pomagati revnim. Najprej apostoli in potem njihovi nasledniki škofje so zato skozi stoletja ob pomoči Svetega Duha prečiščevali spoznanja o Bogu in človeku ter jih skušali opredeliti na raznih koncilih, ki so zasedanja večjega števila škofov kot voditeljev krajevnih Cerkva. Ta nauk so škofje ter njihovi sodelavci duhovniki in diakoni širili, ga utrjevali, razvijali in dopolnjevali v skladu z zahtevami spreminjajočih se časov, kot se to dogaja tudi danes. Obenem je Cerkev vedno skrbela za bogoslužje in molitev ter podeljevala zakramente, ki so vidna znamenja nevidne Božje milosti. V skladu s konkretnimi možnostmi je skrbela tudi za dobrodelnost.
Že od prvih začetkov so bile posamezne krajevne Cerkve med seboj povezane ne le z duhovnimi vezmi, ampak tudi v zadevah nauka in ureditve. Med njimi je prihajalo tudi do trenj, ki so se sčasoma zaostrovala med drugim zaradi kulturne različnosti posameznih krajevnih Cerkva. Tako je v 11. stoletju prišlo do velikega razkola med vzhodnimi ali pravoslavnimi ter zahodno ali Rimskokatoliško Cerkvijo. Do drugega večjega razkola je prišlo znotraj Rimskokatoliške Cerkve v 16. stoletju, ko je nemški reformator Martin Luther v svoji sicer hvalevredni zahtevi po prenovi Cerkve šel tako daleč, da je zavrgel pomemben del katoliškega nauka in ureditve. Tako je nastala krščanska skupnost, ki se je od tedaj delila še naprej in predstavlja danes veliko družino evangeličanskih oz. protestantskih cerkvenih skupnosti. V 20. stoletju je najprej med nekatoliškimi kristjani nastalo živo ekumensko gibanje, ki ima za cilj obnovitev edinosti med vsemi kristjani. Cerkve so se začele bolj zavedati tragičnosti medsebojne razdeljenosti in odkrivati, da je več tega, kar jim je skupno, kot onega, kar jih deli. Danes je splošno sprejeto spoznanje, da je do razkolov prihajalo zaradi krivde ljudi na obeh straneh. Velik korak v ekumenskem prizadevanju je naredil 2. vatikanski koncil, ki je na svojem zasedanju 21. novembra 1964 sprejel Odlok o ekumenizmu in mu tako dal še močnejši zagon.

## Članstvo v Cerkvi
Oseba postane član Cerkve s posebnim obredom -  krstom in je tako sprejeta v občestvo Cerkve.

## Nepravilna uporaba besede
- Včasih se izraz »Cerkev« nepravilno uporablja kot sopomenka za »kler« oziroma za tisto skupino oseb, ki je razen zakramenta krsta prejela tudi zakrament svetega reda (diakonsko, mašniško oz. škofovsko posvečenje).
- Druga, redkejša nepravilna uporaba besede »Cerkev« se nanaša na nekrščanska gibanja ali skupnosti, ki se sicer razglašajo za krščanska, a je njihov nauk le preveč oddaljen od krščanstva, kot npr. pri nekaterih sektah.

## Dodatna literatura
- zbirka Zgodovina Cerkve 1-6 (razni avtorji), ki je izšla pri založbi Družina v letih 1991-2002.
- Metod Benedik (ured.), Zgodovina Cerkve na Slovenskem, Mohorjeva družba, Celje 1991.
- Josef Holzer, Zgodovina Cerkve v stotih slikah, Družina, Ljubljana 1995.
- Bornstein U. (idr.), Kronika krščanstva, Mladinska knjiga, Ljubljana 1998.